# Пескара
Пескара (итал. Pescara) је познати град у Италији. Пескара је највећи град и привредно средиште покрајине Абруцо у средишњем делу државе и главни град истоименог Округа Пескара. Међутим, град није управно средиште покрајине, већ је то град Л'Аквила.
Пескара је позната као родно место познатог италијанског песника и зачетника фашизма, Габријеле Д'Анунција.

## Порекло назива
Назив „Пескара“ води порекло од речи Piscaria, у значењу „обилује рибом“, који се први пут користио у средњем веку.

## Географија
Пескара се налази у средишњој Италији. Од престонице Рима град је удаљен 210 км источно, а од седишта покрајине, Л'Аквиле 100 км источно.

### Рељеф
Пескара се налази на источној обали Јадрана и најближа је јадранска лука граду Риму. Град се развио око ушћа истоимене реке Пескаре у море. Будући да је ток ове реке веза са унутрашњости и великим тржиштем, град је стекао услове за развој лучких делатности. Град се простире на висини од 4 m.

### Воде
Пескара се развила као град на ушћу реке Пескаре у Јадранско море.

### Клима
Клима у Пескари је средоземна. Стога су лета топла и сува, а зиме благе и кишовите.
| Клима (Пескара)            | Клима (Пескара) | Клима (Пескара) | Клима (Пескара) | Клима (Пескара) | Клима (Пескара) | Клима (Пескара) | Клима (Пескара) | Клима (Пескара) | Клима (Пескара) | Клима (Пескара) | Клима (Пескара) | Клима (Пескара) | Клима (Пескара) |
| Показатељ \ Месец          | .Јан.           | .Феб.           | .Мар.           | .Апр.           | .Мај.           | .Јун.           | .Јул.           | .Авг.           | .Сеп.           | .Окт.           | .Нов.           | .Дец.           | .Год.           |
| -------------------------- | --------------- | --------------- | --------------- | --------------- | --------------- | --------------- | --------------- | --------------- | --------------- | --------------- | --------------- | --------------- | --------------- |
| Средњи максимум, °C (°F)   | 11,5 (52,7)     | 12,3 (54,1)     | 15,5 (59,9)     | 18,4 (65,1)     | 23,3 (73,9)     | 27,7 (81,9)     | 30,2 (86,4)     | 28 (82)         | 24,9 (76,8)     | 21,4 (70,5)     | 16,6 (61,9)     | 12,3 (54,1)     | 30,2 (86,4)     |
| Средњи минимум, °C (°F)    | 2,4 (36,3)      | 2,6 (36,7)      | 5,0 (41)        | 7,6 (45,7)      | 12,0 (53,6)     | 15,7 (60,3)     | 17,7 (63,9)     | 17,2 (63)       | 13,3 (55,9)     | 11,2 (52,2)     | 7,0 (44,6)      | 3,7 (38,7)      | 2,4 (36,3)      |
| Количина падавина, mm (in) | 71,3 (28,07)    | 36,1 (14,21)    | 31 (12,2)       | 54,0 (21,26)    | 33,1 (13,03)    | 44,5 (17,52)    | 22,6 (8,9)      | 55,7 (21,93)    | 71,0 (27,95)    | 87,0 (34,25)    | 60 (23,6)       | 90 (35,4)       | 656,3 (258,32)  |
| [ тражи се извор ]         |                 |                 |                 |                 |                 |                 |                 |                 |                 |                 |                 |                 |                 |

## Историја
Пескара се развила као место у античко време и тада се називала Aternum. Била је повезана са Римом са друмовима Вија Клаудија Велерија и Вија Тибуртина. Град је био значајна лука за трговину са источним провинцијама царства.
У средњем веку Лангобарди су разорили Пескару 597. године. Тада је епископ Пескаре Цетеус био оптужен да се братимио са православним хришћанима. Лангобарди су били Аријанци, па су га бацили са мраморног моста са каменом свезаним за врат. Епископ је касније постао светац и заштитник града. Пескара је 1095. године била богати град са низом споменика и цркава. Руђер II Сицилијански је 1140. године освојио град, па је тада дошао период борби у којима је град био разрушен. Име Piscaria значи „обилује рибом“, а први пут се спомиње у том раздобљу. Неколико великаша је владало Пескаром после тога, а то су били Раиналдо Орсини, Луј од Савоја и Франческо дел Борђо, викар краља Ладислава Напуљскога, који је изградио тврђаву и торањ. После тога владари су били Д'Авалое. Ђакомо Калдоре је освојио град од 1435. године до 1439. године. Пескару су стално нападали Млечани. Када је касније постала део шпанске Напуљске краљевине претворена је у тешку тврђаву.
Турци су 1566. године опседали Пескару са 105 галија. Грађани су жесток отпор, тако да су Турци успели једино да попљачкају околна подручја. Услед бурне историје, почетком 18. века Пескара је имала свега 3.000 становника. Аустријанци су 1707. године напали Пескару и освојили су је након двомесечне опсаде. Пескара је увек била део Напуљске краљевине, сем кратког раздобља Напуљске републике 1798 — 1799. године. Град је напао пробурбонски Ђузепе Пронио. Французи су 1800. године освојили Пескару, која је постала значајно упориште режима Жозефа Бонапартеа. Карбонари из Пескаре су се 1814. године побунили против Жоашена Мира. Ту је краљ 15. маја 1815. године потписао један од првих устава италијанског ризорђимента. После тога Пескара је због по злу чувенога бурбонскога затвора постала симбол окрутне бурбонске рестаурације. Велике поплаве су 1853. године погодиле Пескару.
Пескару је ослободио 1860. године. Клемент де Цесарис, сарадник Гарибалдија. После тога Пескара је постала највећи град Абруца. За време Другог светског рата град је као важна лука претрпио тешка разарања, па је након тога био поново изграђиван и тако је постајао једним од „најновијих“ градова у Италији.

## Становништво
Према резултатима пописа становништва 2011. у општини је живело 117.166 становника.
| 1931.  | 1936.  | 1951.  | 1961.  | 1971.   | 1981.   | 1991.   | 2001.   | 2011.   |
| ------ | ------ | ------ | ------ | ------- | ------- | ------- | ------- | ------- |
| 37.966 | 45.445 | 65.466 | 87.436 | 122.470 | 131.330 | 122.236 | 116.286 | 117.166 |

2008. године. Пескара је имала око 123.000 становника, чак 6 пута више у односу на почетак 20. века (али је град временом прикључио себи бројна предграђа).
Град данас има значајан удео имигрантског становништва, досељеника из свих крајева свега (близу 10% градског становништва).

## Привреда и култура
Пескара је највећи град регије Абруцо и један од најзначајнијих економских, комерцијалних и туристичких средишта на Јадранској обали. Пескара има обалу, која се протеже на 20 km, па због тога представља значајан туристички град. Омиљена је италијанским туристима током лета.
Универзитет се назива Универзитет Габријел Данунцио. У Пескари су се одржале 16. Медитеранске игре 2009. г.

## Градске знаменитости
- Гувернерова палата са библиотеком од 600.000 књига
- Катедрала светога Цетеуса
- Кућа Габријела Данунциа
- Катедрала светог срца

## Спорт
- ФК Пескара, фудбалски клуб основан 1936.
- ВК Пескара, трофејни ватерполо клуб (1930—2009).

Пескара је била домаћин Медитеранских игара 2009., на којима је учествовало укупно 4180 спортиста из 23 земље у 28 спортова.

## Партнерски градови
- Аркашон
- Мајами Бич
- Лима
- Сплит
- Казале Монферато
- Монтикјари
- Бреша
- Гардоне Ривијера

## Галерија
- Црква "Sacro Cuore" (Свето Срце) у Пескари
- кућа Габријела Д'Анунција
- Градска пешачка улица
- Плаже на ободу града